# 埃馬河

流域-水系

埃馬河是愛沙尼亞的河流，河道全長218公里，流域面積9,740平方公里，發源自沃爾茨湖，最終注入佩普西湖，河畔城鎮有塔爾圖，每年十二月至翌年三月結冰。

## 图集

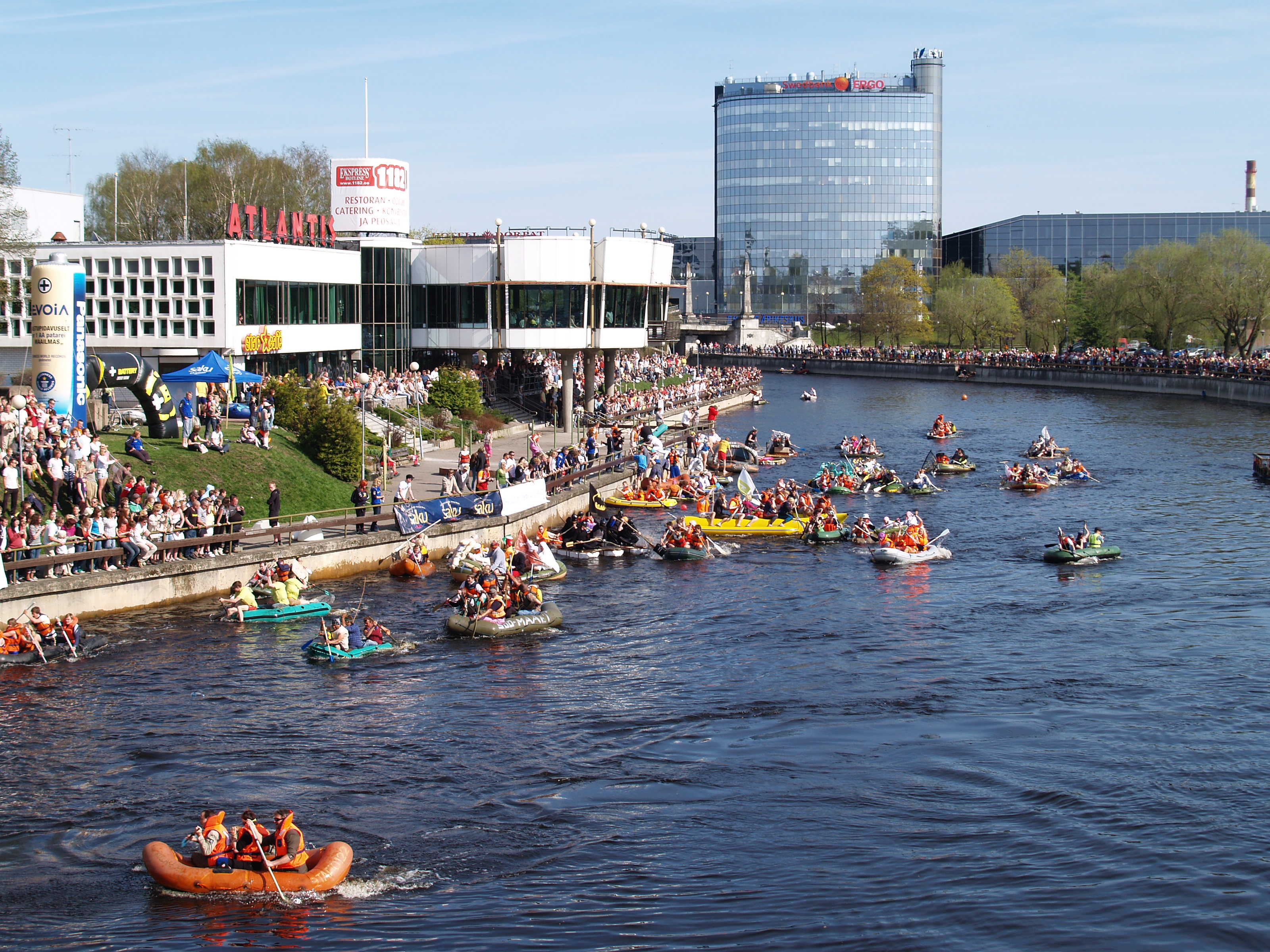
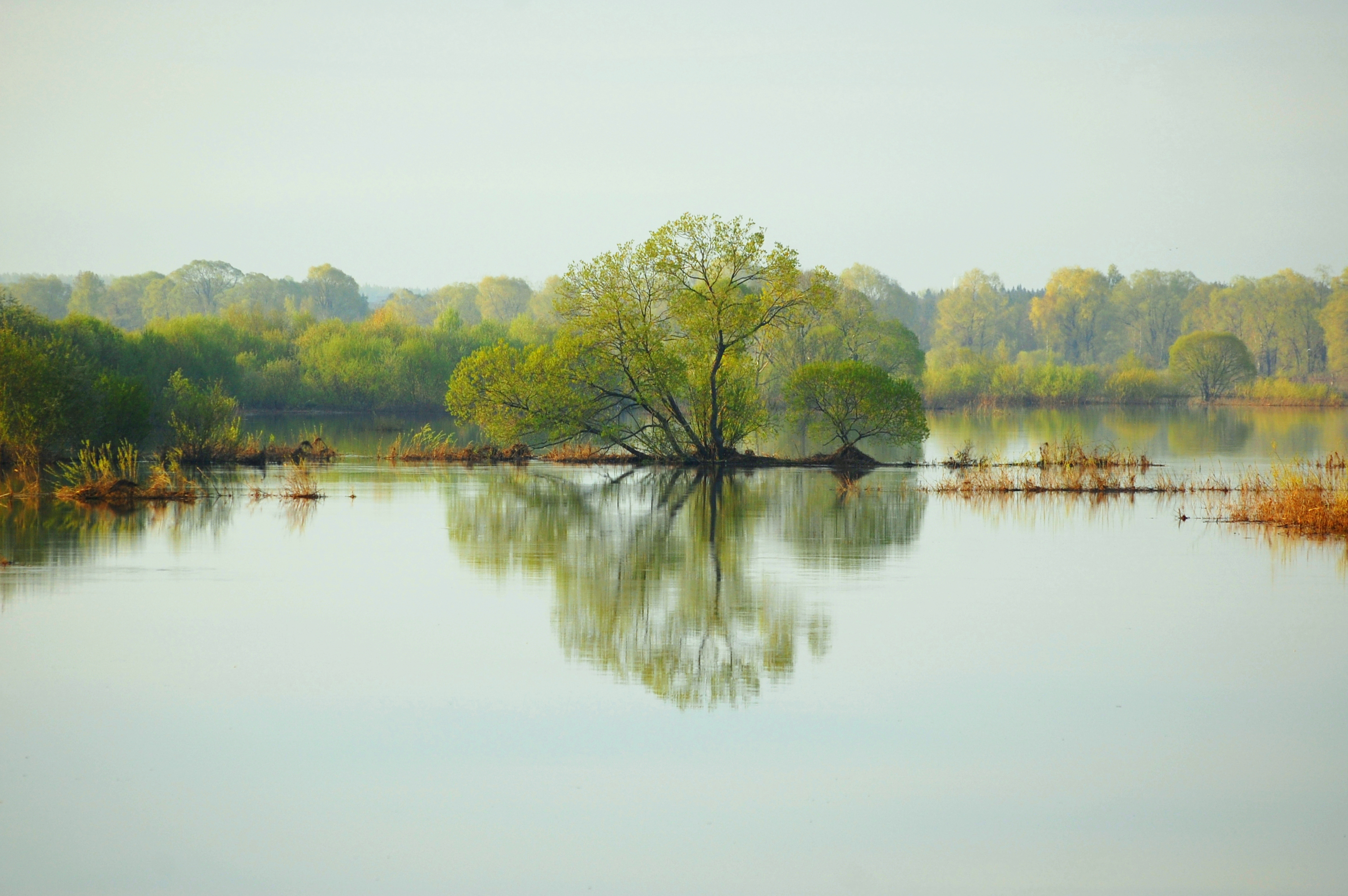
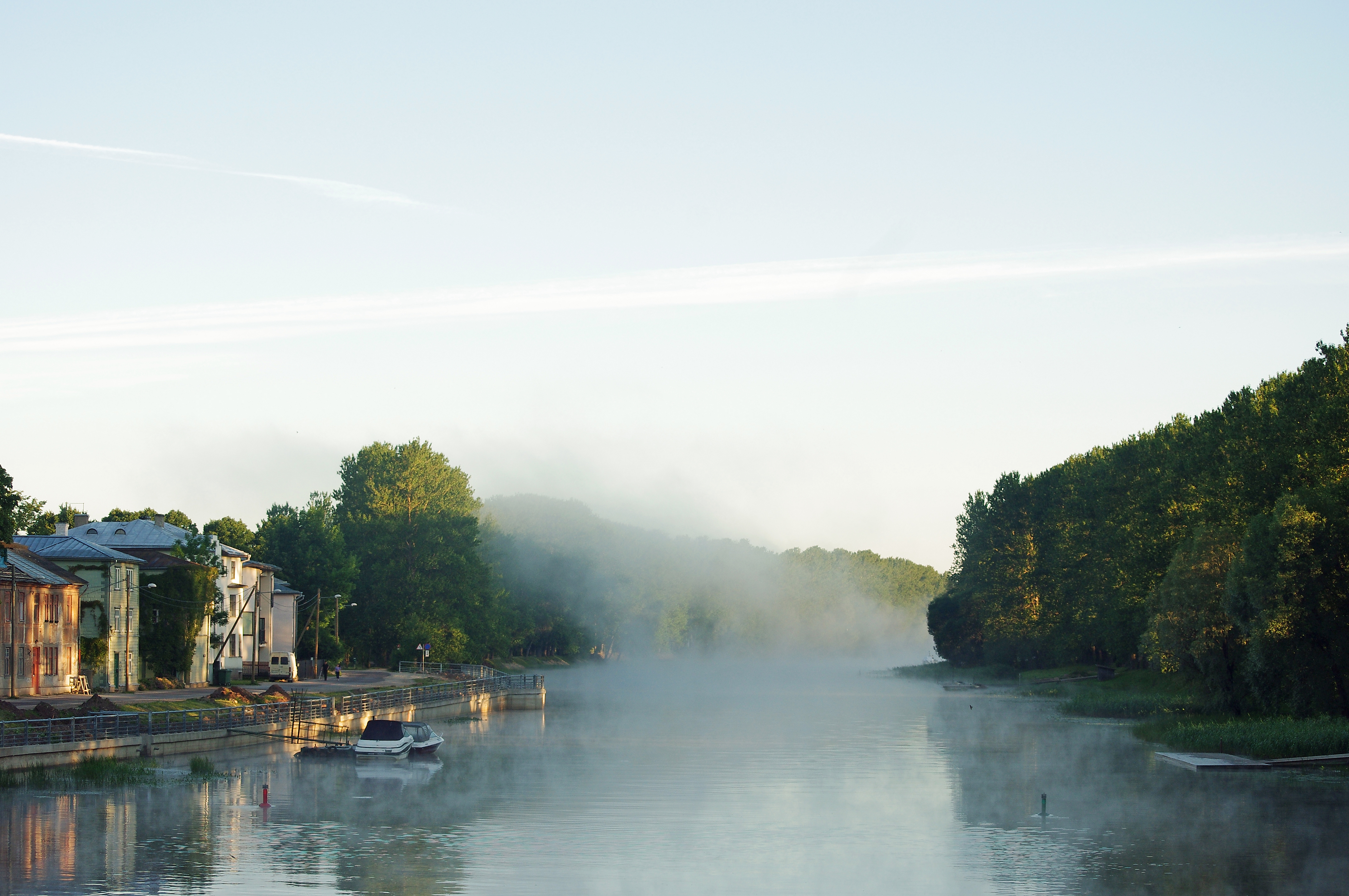
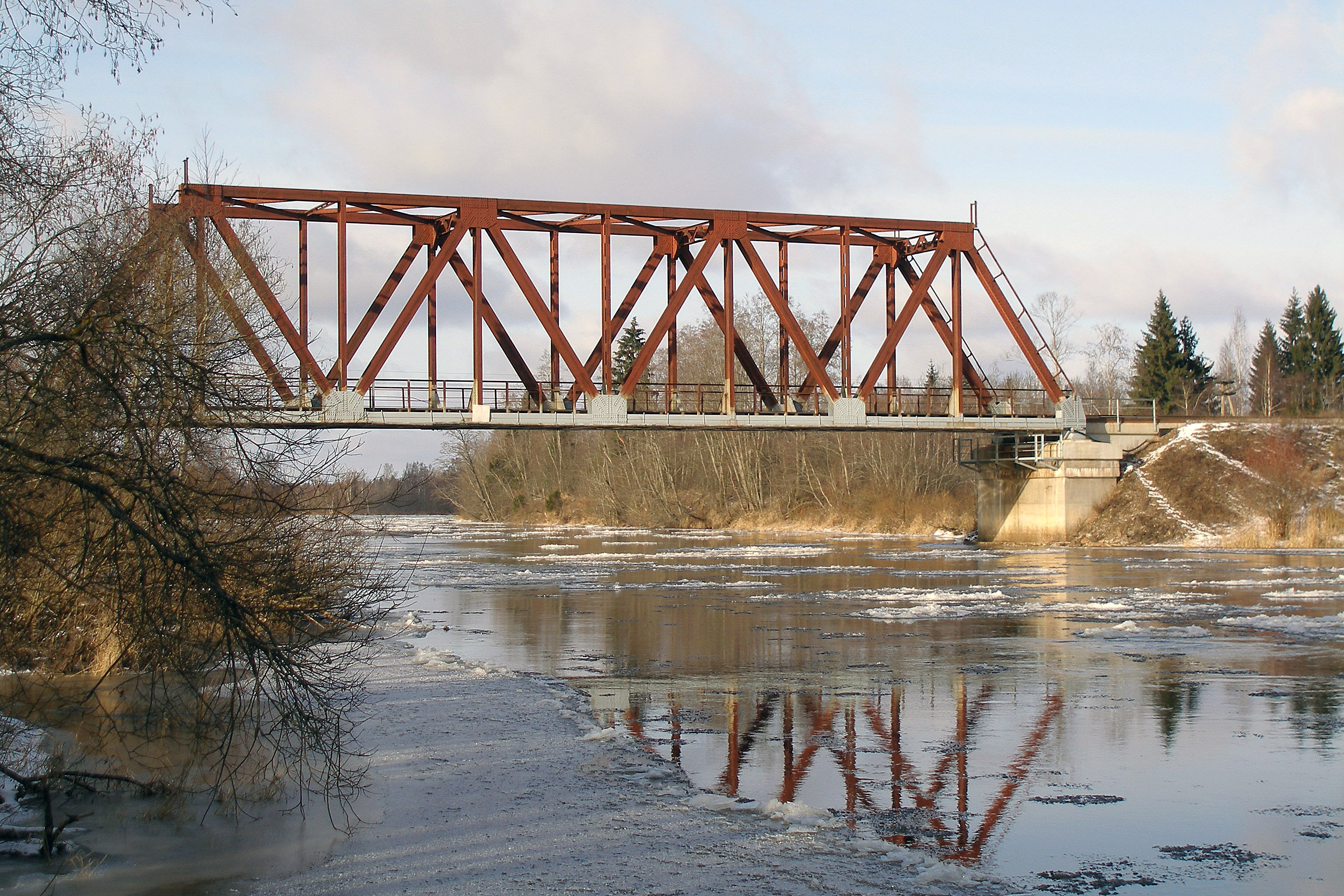
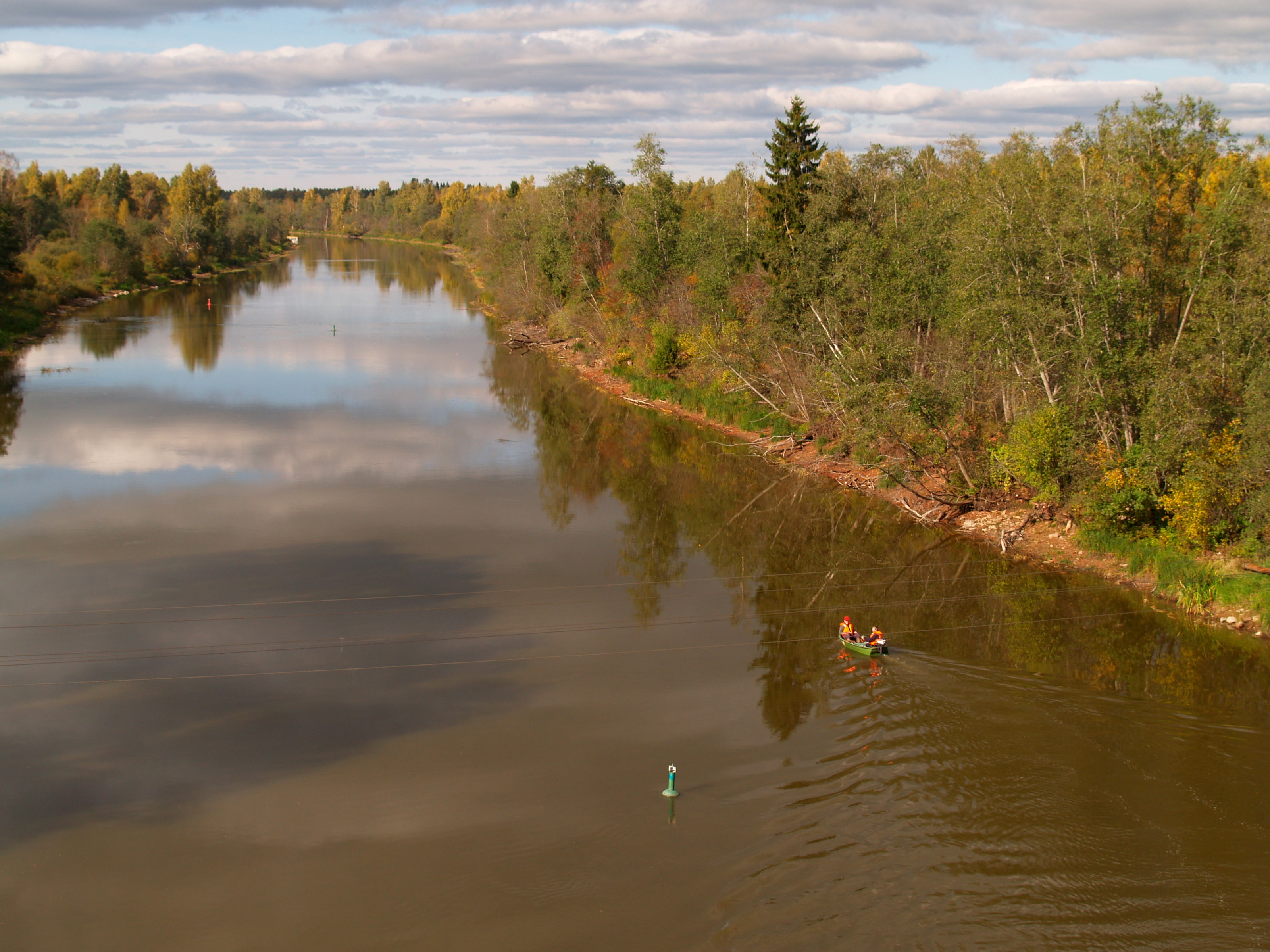